# 晏州 (贞观)
晏州，唐朝时设置的州。領四縣：建陵縣、武龍縣、武化縣、長風縣。
贞观元年（627年）置，治所在建陵县（今广西壮族自治区荔浦县西南、修仁县西）。辖境相当今广西壮族自治区荔浦县、金秀瑶族自治县一带。贞观十二年（638年）废。
1. ↑  『桂州始安郡，中都督府。至德二載更郡曰建陵，後復故名。土貢：銀、銅器、鹿京皮鞾、簟。戶萬七千五百，口七萬一千一十八。縣十一。……。修仁，中下。本建陵，貞觀元年置晏州，幷置武龍、武化、長風三縣。十二年州廢，省武龍，以武化、長風隸象州，建陵來屬。長慶三年更名。……』，《新唐書》卷四十三上　志第三十三上／地理七上／嶺南道／嶺南採訪使／桂州始安郡